# Чернухинский поселковый совет
Чернухинский поселковый совет (укр. Чорнухинська селищна рада) — входит в состав
Чернухинского района
Полтавской области
Украины.
Административный центр поселкового совета находится в 
пгт Чернухи.

## Населённые пункты совета
- пгт Чернухи
- с. Богдановка